# کوکلیا
کوکلیا (به لاتین: Kouklia) یک روستا در قبرس است که در ناحیه پافوس واقع شده‌است.